# A Regra do Jogo
A Regra do Jogo är en brasiliansk telenovela som sändes på Rede Globo från 2015 till 2016.

## Rollista
| Skådespelare         | Karaktär                                                                   |
| -------------------- | -------------------------------------------------------------------------- |
| Alexandre Nero       | Romero Rômulo de Oliveira / Francisco Silva                                |
| Giovanna Antonelli   | Atena Torremolinos / Francineide Maria do Socorro / Helena Soares da Silva |
| Vanessa Giácomo      | Tóia (Maria Vitória Noronha)                                               |
| José de Abreu        | Gibson Stewart (DAD)                                                       |
| Tony Ramos           | José "Zé" Maria Pereira / Pedro Vargas                                     |
| Marco Pigossi        | Dante Stewart de Oliveira                                                  |
| Cauã Reymond         | Juliano Evangelista Pereira                                                |
| Cássia Kis Magro     | Djanira de Oliveira                                                        |
| Susana Vieira        | Adisabeba dos Santos Stewart                                               |
| Marcos Caruso        | Feliciano Stewart                                                          |
| Eduardo Moscovis     | Orlando Levy / Ubiraci da Costa (Bira)                                     |
| Carolina Dieckmann   | Lara Firmino da Costa                                                      |
| Deborah Evelyn       | Kiki (Maria Christine Barroso Stewart)                                     |
| Renata Sorrah        | Eleonora Barroso Stewart (Nora)                                            |
| Bárbara Paz          | Nelita (Maria Elisa Barroso Stewart)                                       |
| Bruna Linzmeyer      | Belisa Stewart                                                             |
| Marcello Novaes      | Vavá (Valtércio Stewart)                                                   |
| Juliano Cazarré      | MC Merlô (Mário Sérgio Stewart dos Santos)                                 |
| Maria Padilha        | Claudine                                                                   |
| Suzana Pires         | Janete de Sousa                                                            |
| Fernanda Souza       | Mel (Melisse de Araújo)                                                    |
| Allan Souza Lima     | Nenemzinho                                                                 |
| Bruno Mazzeo         | Rui                                                                        |
| Giovanna Lancellotti | Luana Sampaio Stewart                                                      |
| Otávio Müller        | Breno Sampaio                                                              |
| Alexandra Richter    | Dalila Sampaio Stewart                                                     |
| Johnny Massaro       | Cesário Stewart                                                            |
| Júlia Rabello        | Úrsula Stewart                                                             |
| Giselle Batista      | Duda                                                                       |
| Cris Vianna          | Indira                                                                     |
| Paula Burlamaqui     | Sueli                                                                      |
| Monique Alfradique   | Tina>                                                                      |
| Roberta Rodrigues    | Ninfa                                                                      |
| Thaíssa Carvalho     | Andressa Turbinada                                                         |
| Letícia Lima         | Alisson                                                                    |
| Jackson Antunes      | Tio                                                                        |
| Fábio Lago           | Oziel                                                                      |
| Letícia Colin        | Paty                                                                       |
| Tonico Pereira       | Ascânio Trindade                                                           |
| João Baldasserini    | Victor                                                                     |
| Ricardo Pereira      | Lucas Faustini                                                             |
| Douglas Tavares      | Abner                                                                      |
| Felipe Roque         | Kim Sampaio Stewart                                                        |
| Osvaldo Mil          | Juca<                                                                      |
| Maeve Jinkings       | Domingas                                                                   |
| Karine Teles         | Sumara Mitta                                                               |
| Séfora Rangel        | Conceição                                                                  |
| Carla Cristina       | Dinorah                                                                    |
| Danilo Ferreira      | Iraque                                                                     |
| Amaurih Oliveira     | Dênis                                                                      |